# Хыйм, Оскар
Оскар Хыйм (эст. Oskar Hõim; 1 июля 2005, Таллин) — эстонский футболист, опорный полузащитник. Игрок сборной Эстонии.

## Биография
Начал заниматься футболом в таллинском клубе «Нымме Калью». Летом 2014 года уехал в Швецию, где несколько лет занимался в академиях клубов «АИК» и «Броммапойкарна». Летом 2019 года вернулся на родину и присоединился к клубу «Табасалу», с 2021 года стал выступать за старшую команду этого клуба в Эсилийге Б (третий дивизион Эстонии).
В начале 2023 года перешёл в клуб высшего дивизиона Эстонии «Пайде ЛМ». Дебютировал в новом клубе 26 февраля 2023 года в победном матче Суперкубка страны против «Флоры» (3:2), заменив на 78-й минуте Хиндрека Оямаа. В высшей лиге сыграл первый матч 5 марта 2023 года против «Транса». В своём первом сезоне в элите 18-летний футболист сыграл 34 матча, большую часть из них — в стартовом составе.
С 2021 года выступал за сборные Эстонии младших возрастов. 12 января 2024 года дебютировал в национальной сборной Эстонии в товарищеском матче против Швеции (1:2), заменив на 87-й минуте Кевора Палуметса.